# Valea Râmnicului, Buzău
Valea Râmnicului (în trecut, Bălțați sau Bălțații Vechi) este satul de reședință al comunei cu același nume din județul Buzău, Muntenia, România. Se află imediat la sud de orașul Râmnicu Sărat.